# Irina Vassilievitch
Irina Vassilievitch (en russe : Корбут, Екатерина Валерьевна) est une joueuse d'échecs russe née le 19 avril 1985. Elle a obtenu le titre de grand maître international féminin en 2005 et celui de maître international (mixte) la même année.

## Compétitions par équipe
Irina Vassilievitch a remporté le tournoi féminin de Rijeka en 2009 et 2011 et le championnat de Moscou féminin en 2013. 
Elle participa a deux championnats du monde féminins : en 2006, battue par Matveïeva et en 2010, battue par Marie Sebag après les départages en parties rapides.